# Shawn Crahan
Michael Shawn Crahan (* 24. září 1969), také známý jako Clown (Klaun) nebo pod číslem #6, je americký bubeník působící v kapelách Slipknot, To My Surprise a Dirty Little Rabbits.

## Osobní život a kariéra
Narodil se ve městě Des Moines v Iowě. Má ženu Chantal a s ní čtyři děti. Jeho dcera Gabrielle zemřela 18. května 2019.
Je nejstarší ze členů kapely Slipknot, spoluzakladatel skupiny. Jeho číslo ve skupině je #6. Ačkoliv byl alkoholik, jeho rodiče financovali Slipknot na začátku existence, a on k nim vyjadřoval nejvyšší respekt. Věnuje se hraním na bicí/perkuse, také zpívá druhý hlas na několika písních skupiny Slipknot. Napsal také originální text k písni „Tattered & Torn“, která se objevila na demo albu skupiny Slipknot Mate. Feed. Kill. Repeat. (o této písni řekl: „Když pochopíte tuhle píseň, pochopíte i Clowna.“). Objevil se také jako host na druhém studiovém albu No time to bleed americké deathcorové formace Suicide Silence, kde zremixoval skladbu „Wake up“.

## Diskografie
- 1996 Mate. Feed. Kill. Repeat (Demo)
- 1998 Slipknot (Demo)
- 1999 Slipknot
- 2001 Iowa
- 2004 Vol. 3: (The Subliminal Verses)
- 2008 All Hope Is Gone
- 2014 .5: The Gray Chapter
- 2019 We Are Not Your Kind
- 2022 The End, So Far

## Filmografie
- 1999 Welcome to Our Neighborhood
- 2002 Disasterpieces
- 2002 Rollerball
- 2006 Voliminal: Inside the Nine
- 2008 Nine: The Making of "All Hope Is Gone"
- 2008 Repo! The Genetic Opera